# Естраблен
Естраблен (фр. Estrablin) је насељено место у Француској у региону Рона-Алпи, у департману Изер.
По подацима из 2011. године у општини је живело 3255 становника, а густина насељености је износила 157,32 становника/km².

## Демографија
| 1962. | 1968. | 1975. | 1982. | 1990. | 2011. |
| ----- | ----- | ----- | ----- | ----- | ----- |
| 967   | 1.112 | 1.350 | 2.738 | 2.931 | 3.255 |